# Federico García (baloncestista)
Federico García (Zárate, Provincia de Buenos Aires, 30 de mayo de 1994) es un baloncestista argentino que se desempeña como ala-pívot en el UBS Foligno de la Serie C Gold de Italia.

## Carrera profesional
Surgido de la cantera de Independiente de Zárate, fue reclutado por Obras Sanitarias. En ese club debutó en la Liga Nacional de Básquet, jugando 9 partidos de la temporada 2013-14. 
Al concluir la temporada pasó a préstamo a River Plate. Disputando el Torneo Federal de Básquetbol, se consolidó como titular de su equipo. 
En agosto de 2021 fue fichado por el Basket Team Enrico Battaglia, un equipo semi-profesional italiano que milita en la Serie C Gold. Al concluir la temporada dejó al club para unirse al UBS Foligno.

### Clubes
- Actualizado hasta el 1 de agosto de 2022.

| Club                         | País      | Año         |
| Obras Sanitarias             | Argentina | 2013 - 2014 |
| River Plate                  | Argentina | 2014 - 2018 |
| Racing Club                  | Argentina | 2018 - 2019 |
| River Plate                  | Argentina | 2019 - 2020 |
| Basket Team Enrico Battaglia | Italia    | 2021 - 2022 |
| UBS Foligno                  | Italia    | 2022 - 2024 |
| Flavio Basket Pozzuoli       | Italia    | 2024 - 2025 |
| ---------------------------- | --------- | ----------- |